# 民間療法

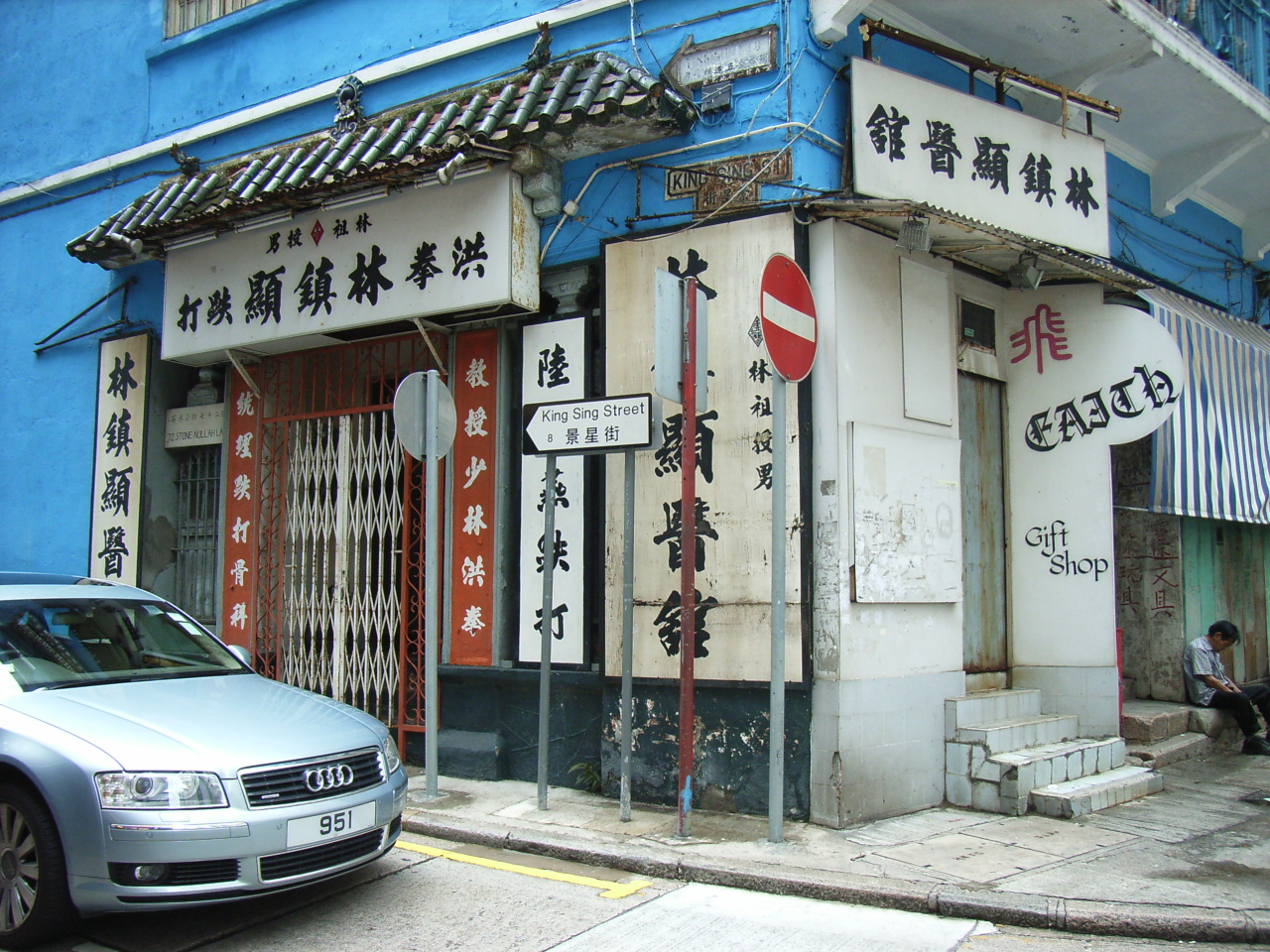

民間療法，最早從古希臘醫學之父希波克拉底時代就出現，大部份是一些没有精密科學依据，但又在民間传说中號稱具有特定成效的治病方式。又稱偏方。民間療法的一個特色是只能問相信不相信，但不能證明真實不真實。為了與醫療行為做區隔，避免民眾誤會，衛生福利部將民俗療法正名為民俗調理。

## 種類
民間療法的內容無奇不有，可分為三大類：
1. 出自傳說故事、習俗、宗教信仰或迷信（絕大多數不具有任何療效，或僅為自我安慰的心理效果）
2. 未被現代醫學經臨床實驗所驗證過的傳統醫學（替代醫學）藥方或治療方式
3. 食療（以疾病的發生，為人體缺少特定營養素的假設為前題）

## 治療原理
大部份民間療法的治療原理，主要為心理上的安撫，而非生理上的實質治療。但是，因身體具有自癒能力，加上疾病的自然發展（Natural history of disease），某些疾病經過一個既定的過程後，就會不藥而癒，可是，在當事人的感受就會認定是該民間療法的效果，自然會對其療效深信不疑。不過，也不能否認安慰劑效應對某些主觀感受較強症狀如慢性疼痛和焦慮等有顯著的效果。
一個常見的例子就是俗稱「飛蛇」的帶狀性皰疹，就算不去治療它，大約半個月到1個月之間，皮膚的症狀都會消退。假如病人是在皰疹發病期中間的時候，使用如敷草藥、收驚、喝符水等「斬飛蛇」民俗療法，皰疹的症狀就會在約1星期後慢慢消退。其實，即使病人當時不接受任何民俗療法的治療，皰疹症狀也是會因自體痊癒的身體機能，在1星期後消退。

## 在各地

### 台灣
衛生署於1993年曾公告一些特定（未涉及接骨、未給予口服藥品、未使用儀器、也不是侵入式醫療）的傳統民俗療法不列入醫療行為進行管理，原因是其危險性不高，不一定一定要中醫師來能執行。2015年衛生福利部開始規範納管。

## 例子
| 民間療法 | 可行性 |
| --- | ------ |
| 加鹽沙士比一般沙士更能解熱，尤其是加入生雞蛋或薑再一同加熱過的沙士，可治療感冒或緩解咽喉炎造成的喉嚨不適等等。此外，加鹽沙士據說亦能緩解燥熱、火氣大等現象。 | ?      |
| 流鼻血時以橡皮筋綁住出血鼻孔的另一側手的中指第二指節，可以加速止血。                                                                                         | N      |
| 日本人認為熱的蛋酒，也就是加入生雞蛋的啤酒可以治療感冒。 | ?      |
| 以眼藥水治療中耳炎。 | ?      |
| 以梅乾肉治療口內炎。 | ?      |
| 燙傷時使用純糯米的漿糊塗抹。 | N      |
| 火氣大時可在睡前吃皮蛋（不配任何東西，剝殼後直接食用），再輔以正常作息。                                                                                     | ?      |
| 鹽水漱口 | C      |
| 薑茶治咳嗽 | D      |
| 醋溶解卡在喉嚨腫的魚刺 | N      |
| 加鹽的烤橘子治咳嗽 | C      |
| 中古世紀時，流傳用四賊醋（一種草藥醋）能治黑死病 | N      |

- 「可行性」符號說明：Y：可行，N：迷信，?：目前未知，d：看情況，有輕微效果：C

## 外部連結
- 衛生福利部食品藥物闢謠專區
- 衛生福利部真相說明專區 （页面存档备份，存于）
- 內政部警政署 165 反詐騙專線 （页面存档备份，存于）